# غرش: ببرهای سونداربانس
غرش: ببرهای سونداربانس (انگلیسی: Roar: Tigers of the Sundarbans) فیلمی هندی است که در سال ۲۰۱۴ منتشر شد. از بازیگران آن می‌توان به نورا فتحی و آچینت کائور اشاره کرد. این یک داستان حماسی از یک تیم است که در تلاش برای پیشی گرفتن از حواس و شامهٔ قوی ببر سفید بدنامی هستند که به دنبال توله خود است.